# Timo Schaffeld
Timo Schaffeld (* 29. März 1996 in Oberhausen) ist ein deutscher Triathlet und Offizier der deutschen Luftwaffe. Er wird in der Bestenliste deutscher Triathleten auf der Ironman-Distanz geführt.

## Werdegang
Timo Schaffeld kam 2013 zum Triathlon. Im Juli 2018 gewann er auf der Langdistanz beim Ironman Hamburg seine Altersklasse und qualifizierte sich damit für einen Startplatz bei den Ironman World Championships auf Hawaii.

### Altersklassen-Weltmeister 2018
Sein bisher größter Erfolg war der Gewinn der Weltmeisterschaft des damals 22-Jährigen in der Altersklasse 18–24 beim Ironman Hawaii 2018 (3,86 km Schwimmen, 180,2 km Radfahren und 42,195 km Laufen), wo er mit 8:51:50 Stunden einen neuen Altersklassenrekord aufstellte.

### Deutscher Meister Triathlon-Langdistanz 2023
Den Ironman Hamburg beendete er im Juni 2023 nach 7:56:51 Stunden in persönlicher Bestzeit und belegte den 20. Rang.
Im August wurde der 27-Jährige im Rahmen des Ostseemans Deutscher Meister auf der Triathlon-Langdistanz.
Im Juni 2024 wurde Timo Schaffeld beim Indeland Triathlon NRW-Meister über die Mitteldistanz.
Timo Schaffeld ist im Bachelor-Studiengang Wirtschaftsingenieurwesen an der Helmut-Schmidt-Universität in Hamburg eingeschrieben. Sein Dienstgrad bei der Bundeswehr ist Oberleutnant.

## Sportliche Erfolge
| Datum/Jahr    | Rang | Wettbewerb                          | Austragungsort | Zeit     | Bemerkung                                            |
| ------------- | ---- | ----------------------------------- | -------------- | -------- | ---------------------------------------------------- |
| 24. Juni 2024 | 1    | Indeland Triathlon                  | Oberhausen     | 03:48:31 | [ 6 ]                                                |
| 18. Sep. 2023 | 20   | Ironman 70.3 Knokke-Heist           | Knokke-Heist   | 03:50:48 | Erstaustragung                                       |
| 14. Mai 2023  | 1    | ELE Triathlon                       | Gladbeck       | 01:41:46 | 1000 m Schwimmen, 38,5 km Radfahren und 10 km Laufen |
| 29. Aug. 2021 | 1    | Ironman 70.3 Duisburg               | Duisburg       | 03:50:42 | Sieger beim reinen Amateurrennen                     |
| 12. Mai 2019  | 1    | ELE Triathlon                       | Gladbeck       | 01:45:53 | [ 9 ]                                                |
| 3. Sep. 2017  | 2    | Nibelungen-Triathlon                | Xanten         | 01:58:46 | auf der olympischen Distanz, hinter Johann Ackermann |
| 6. Aug. 2017  | 34   | Militär-Weltmeisterschaft Triathlon | Sassenberg     | 01:59:54 | beim Sassenberg-Triathlon                            |
| 8. Juni 2017  | 1    | ELE Triathlon                       | Gladbeck       | 01:47:04 | 1000 m Schwimmen, 38,5 km Radfahren und 10 km Laufen |
| 4. Sep. 2016  | 2    | Nibelungen-Triathlon                | Xanten         | 02:02:28 |                                                      |
| 12. Juni 2016 | 2    | Aasee-Triathlon                     | Bocholt        | 02:04:43 |                                                      |
| 6. Sep. 2015  | 3    | Nibelungen-Triathlon                | Xanten         | 02:11:04 |                                                      |

| Datum/Jahr    | Rang | Wettbewerb                               | Austragungsort      | Zeit     | Bemerkung                                                                            |
| ------------- | ---- | ---------------------------------------- | ------------------- | -------- | ------------------------------------------------------------------------------------ |
| 30. März 2025 | 15   | Ironman South Africa                     | Port Elizabeth      | 08:37:55 |                                                                                      |
| 18. Aug. 2024 | 41   | Ironman Germany                          | Frankfurt am Main   | 08:14:43 | Ironman European Championships; Raddistanz 177 km                                    |
| 6. Aug. 2023  | 1    | DTU Deutsche Meisterschaften Langdistanz | Glücksburg (Ostsee) | 08:11:32 | Deutscher Meister im Rahmen des Ostseeman                                            |
| 4. Juni 2023  | 20   | Ironman Hamburg                          | Hamburg             | 07:56:51 | [ 12 ]                                                                               |
| 7. Aug. 2022  | 3    | DTU Deutsche Meisterschaften Langdistanz | Glücksburg (Ostsee) | 08:11:32 | 3. Platz im Rahmen des Ostseeman                                                     |
| 21. Sep. 2021 | 14   | Challenge Roth                           | Roth                | 08:04:07 | [ 14 ]                                                                               |
| 3. Juli 2021  | 26   | Ironman Lanzarote                        | Puerto del Carmen   | 09:32:20 | [ 15 ]                                                                               |
| 12. Okt. 2019 | 387  | Ironman Hawaii                           | Hawaii              | 09:48:00 | [ 16 ]                                                                               |
| 28. Juli 2019 | 11   | Ironman Hamburg                          | Hamburg             | 08:57:04 | [ 17 ]                                                                               |
| 14. Okt. 2018 | 64   | Ironman Hawaii                           | Hawaii              | 08:51:50 | Sieger AK18; Weltmeister AK18 mit Streckenrekord                                     |
| 29. Juli 2018 | 18   | Ironman Hamburg                          | Hamburg             | 07:59:47 | Sieger AK18; Deutscher Meister AK18; Austragung ohne die Schwimmdistanz als Duathlon |

| Datum/Jahr    | Rang | Wettbewerb                              | Austragungsort | Zeit     | Bemerkung                                                                             |
| ------------- | ---- | --------------------------------------- | -------------- | -------- | ------------------------------------------------------------------------------------- |
| 10. Apr. 2022 | 1    | DTU Deutsche Meisterschaft Duathlon AK1 | Alsdorf        | 02:33:32 | 2. Gesamtplatz Powerman Classic \| Agegroups; Deutscher Meister                       |
| 10. Apr. 2022 | 2    | ETU European Championship Duathlon AK25 | Alsdorf        | 02:33:32 | 2. Gesamtplatz Powerman Classic \| Agegroups; Vizeeuropameister                       |
| 14. Apr. 2019 | 1    | DTU Deutsche Meisterschaft Duathlon AK1 | Alsdorf        | 02:38:00 | 2. Gesamtplatz Powerman Classic \| Agegroups; Deutscher Meister                       |
| 29. Apr. 2018 | 1    | DTU Deutsche Meisterschaft Duathlon AK1 | Alsdorf        | 1:48:26  | Deutscher Meister Duathlon Kurzdistanz Altersklasse; erstmals Teil der Powerman-Serie |

(DNF – Did Not Finish)